# Peter Matthiessen

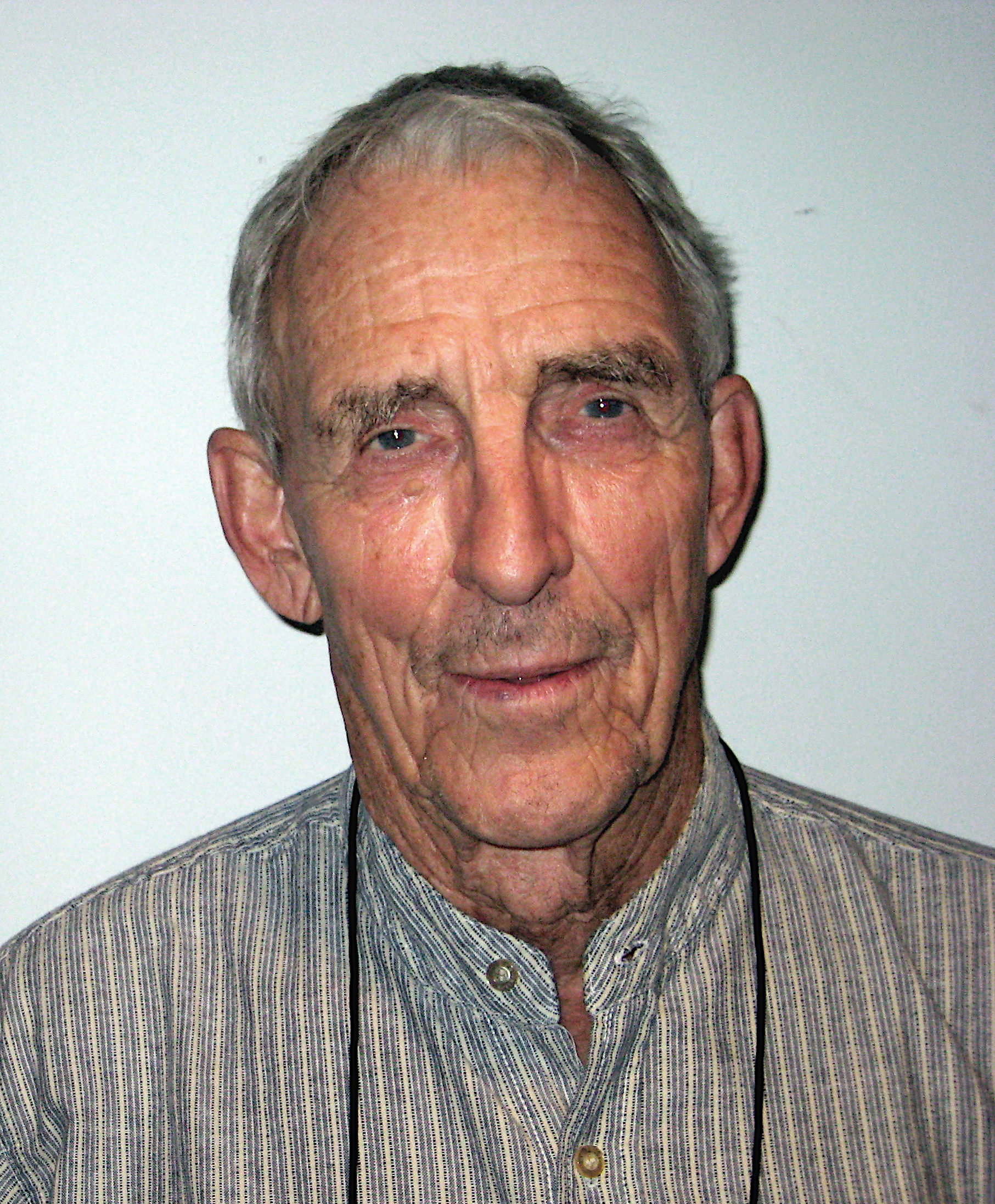
Peter Matthiessen in 2008

Peter Matthiessen (Manhattan, 22 mei 1927 – Sagaponack, Suffolk County (New York) 5 april 2014) was een Amerikaans schrijver van historische fictie en non-fictie. Hij werd geboren in New York.
Matthiessen stamt vrijwel zeker af van een familie van walvisjagers van het Duitse Waddeneiland Föhr. Aan het eind van de 18e eeuw emigreerden drie mannen uit deze familie naar de Verenigde Staten. Matthiessen heeft stamboomonderzoek verricht, en heeft de Noord-Friese Waddeneilanden ook zelf een keer bezocht. Hierover heeft hij een essay geschreven, dat in Europa vrijwel alleen in Duitse vertaling bekend is.
Het werk van Matthiessen is bekend vanwege zijn diepgravende research.
Vaak neemt hij de Amerikaanse indianen en episodes uit de Amerikaanse geschiedenis als onderwerp.
Een voorbeeld is zijn gedetailleerde studie van de zaak Leonard Peltier, In the Spirit of Crazy Horse.
Voor The Snow Leopard kreeg Matthiessen in 1979 de National Book Award in de categorie Contemporary Thought. Zijn roman At Play in the Fields of the Lord, over een Amerikaanse missionaris bij een Zuid-Amerikaanse stam, werd in 1991 verfilmd.
Meer recentelijk baseerde Matthiessen zijn trilogie - Killing Mr. Watson, Lost Man's River en Bone by Bone - op de moord op plantagehouder Edgar J. Watson in Florida in 1910. De gehele trilogie Shadow Country, waarin voorgaande boeken, iets verkort, samengevoegd zijn, won in 2008 de National Book Award voor fictie.
Matthiessen werd Zen-beoefenaar en later boeddhistisch priester. Hij woonde in Sagaponack, New York.
Hij overleed op 86-jarige leeftijd in een ziekenhuis op Long Island.

### Fictie
- Race Rock (1954)
- Partisans (1955)
- Raditzer (1961)
- At Play in the Fields of the Lord (1965)
- Far Tortuga (1975)
- On the River Styx and Other Stories (1989)
- Killing Mister Watson (1990)
- Lost Man's River (1997)
- Bone by Bone (1999)
- Shadow Country (2008)

### Non-fictie
- Wildlife in America (1959)
- The Cloud Forest: A Chronicle of the South American Wilderness (1961)
- Under the Mountain Wall: A Chronicle of Two Seasons in the Stone Age (1962). Ned. vert. De zonen van Nopoe. Een kroniek uit het steentijdperk. Meppel: Boom, 1964
- "The Atlantic Coast", a chapter in The American Heritage Book of Natural Wonders (1963)
- The Shorebirds of North America (1967)
- Oomingmak (1967)
- Sal Si Puedes: Cesar Chazev and the New American Revolution (1969)
- Blue Meridian. The Search for the Great White Shark (1971).
- The Tree Where Man Was Born (1972)
- The Snow Leopard (1978)
- Sand Rivers (1981)
- In the Spirit of Crazy Horse (1983)
- Indian Country (1984)
- Nine-headed Dragon River: Zen Journals 1969-1982 (1986)
- Men's Lives: The Surfmen and Bayen of the South Fork (1986)
- African Silences(1991)
- Baikal: Sacred Sea of Siberia (1992)
- East of Lo Monthang: In the Land of the Mustang (1995)
- The Peter Matthiessen Reader: Nonfiction, 1959-1961 (2000)
- Tigers in the Snow (2000). Ned. vert. Tijgers in de sneeuw. Op zoek naar de laatste Siberische tijgers. Amsterdam: Contact, 2000
- The Birds of Heaven: Travels With Cranes (2001)

- Bibsys: 90213300
- Biblioteca Nacional de España: XX1025714
- Bibliothèque nationale de France: cb119151685 (data)
- Catàleg d'autoritats de noms i títols de Catalunya: 981058517853906706
- CiNii: DA02482977
- Gemeinsame Normdatei: 11882144X
- International Standard Name Identifier: 0000 0001 2095 6294
- Library of Congress Control Number: n50006569
- Nationale Bibliotheek van Letland: 000103035
- Bibliotheek van het Japanse parlement: 00449164
- Nationale Bibliotheek van Tsjechië: xx0009161
- Nationale Bibliotheek van Israël: 987007462936705171
- Nationale Bibliotheek van Polen: a0000001101980
- Nederlandse Thesaurus van Auteursnamen: 072769149
- LIBRIS: 248956
- SNAC: w6zt9c2n
- Système universitaire de documentation: 027017729
- Virtual International Authority File: 14773612
- WorldCat: E39PBJdGGghpwCFxhHfPKRPmh3